# Šimon (Ježíšův bratr)
Nezaměňovat se: Šimonem I.

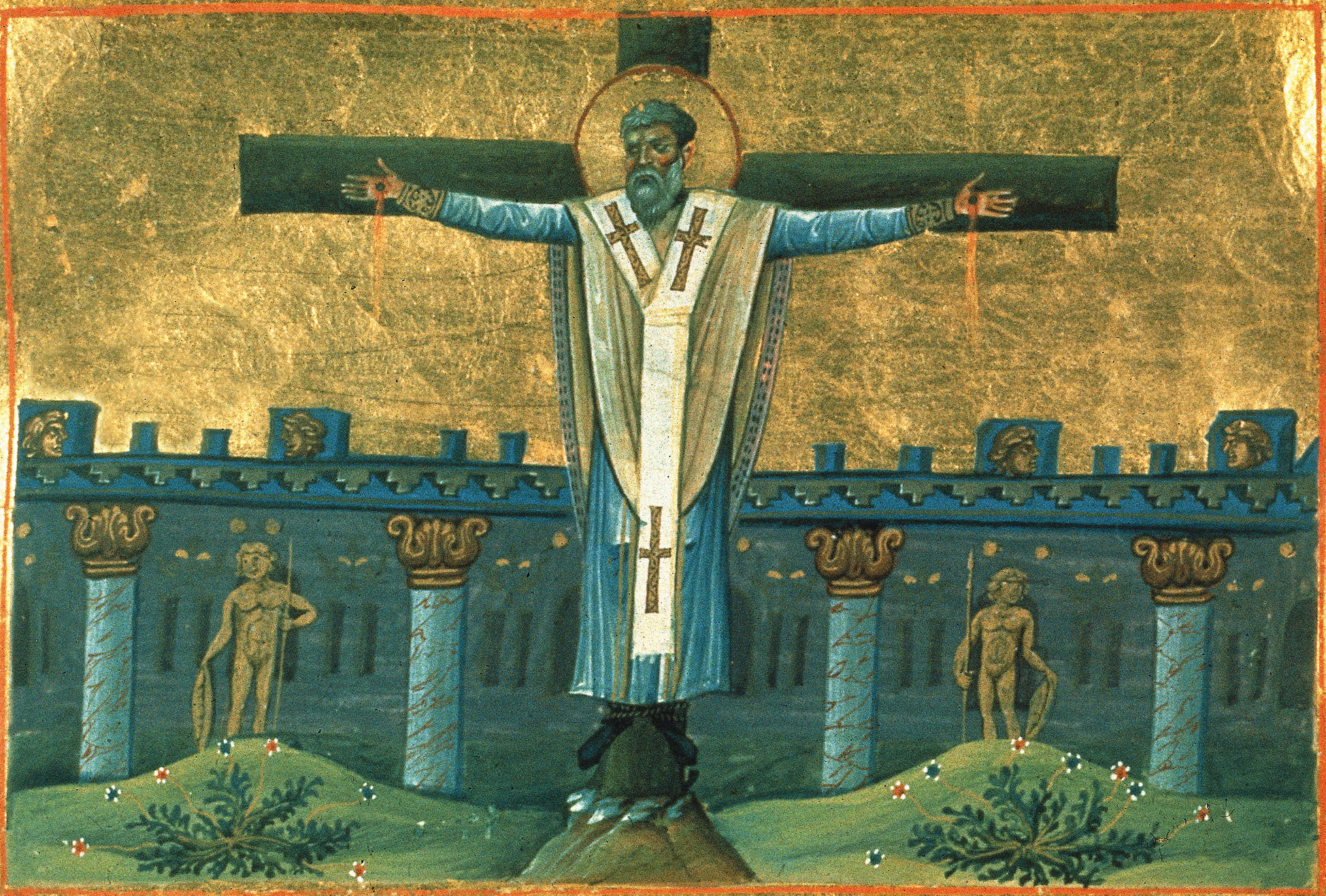
Umučení sv. Simeona (Menologion Basila II., 10. století)

Šimon (řecky Σίμων) je v Novém zákoně popisován jako jeden z Ježíšových bratrů (řecky ἀδελφοί, romanizováno: adelfoi, doslova „bratři“).

## Nový zákon
V Matoušově evangeliu – Mt 13, 55 (Kral, ČEP) se lidé ptají na Ježíše: „Což to není syn tesaře? Což se jeho matka nejmenuje Maria a jeho bratři Jakub, Josef (Joses), Šimon a Juda?“, zatímco v Markově evangeliu – Mk 6, 3 (Kral, ČEP) se ptají: „Což to není ten tesař, syn Mariin a bratr Jakubův, Josefův (Josesův), Judův a Šimonův? A nejsou jeho sestry tady u nás?“.
Katolická církev definovala, že „Ježíšovi bratři“ nejsou biologickými dětmi Marie, a to kvůli dogmatu o věčném panenství Marie, na jehož základě odmítá myšlenku, že by Šimon a kdokoli jiný než Ježíš Kristus Bůh mohl být biologickým synem Marie, což naznačuje, že takzvaní Desposyni byli buď Josefovými syny z předchozího manželství (jinými slovy nevlastními bratry), nebo byli Ježíšovými bratranci. Katolická encyklopedie naznačuje, že Šimon může být totožný s osobou Simeona Jeruzalémského nebo Šimona Zélóta. Protestantští vykladači, kteří popírají Mariino věčné panenství, obvykle považují Šimona za Ježíšova nevlastního bratra.
Podle dochovaných zlomků díla Výklad výroků Páně apoštolského otce Papiáše z Hierapolisu, který žil asi v letech 70–163 n. l., měla být Marie, manželka Kleofáše nebo Alfea, matkou Šimona, Ježíšova bratra: 
Marie, manželka Kleofáše nebo Alfea, která byla matkou biskupa a apoštola Jakuba, Šimona a Tadeáše a jednoho Josefa... (Zlomek X).
James Tabor ve své kontroverzní knize The Jesus Dynasty (Ježíšova dynastie) předpokládá, že Šimon byl synem Marie a Kleofáše. Zatímco Robert Eisenman se domnívá, že to byl Šimon Kéfas (Šimon Skála), řecky známý jako Petr (od petros „skála“), který vedl židovskou křesťanskou komunitu po Jakubově smrti v roce 62 n. l.